# Łukowica (powiat limanowski)

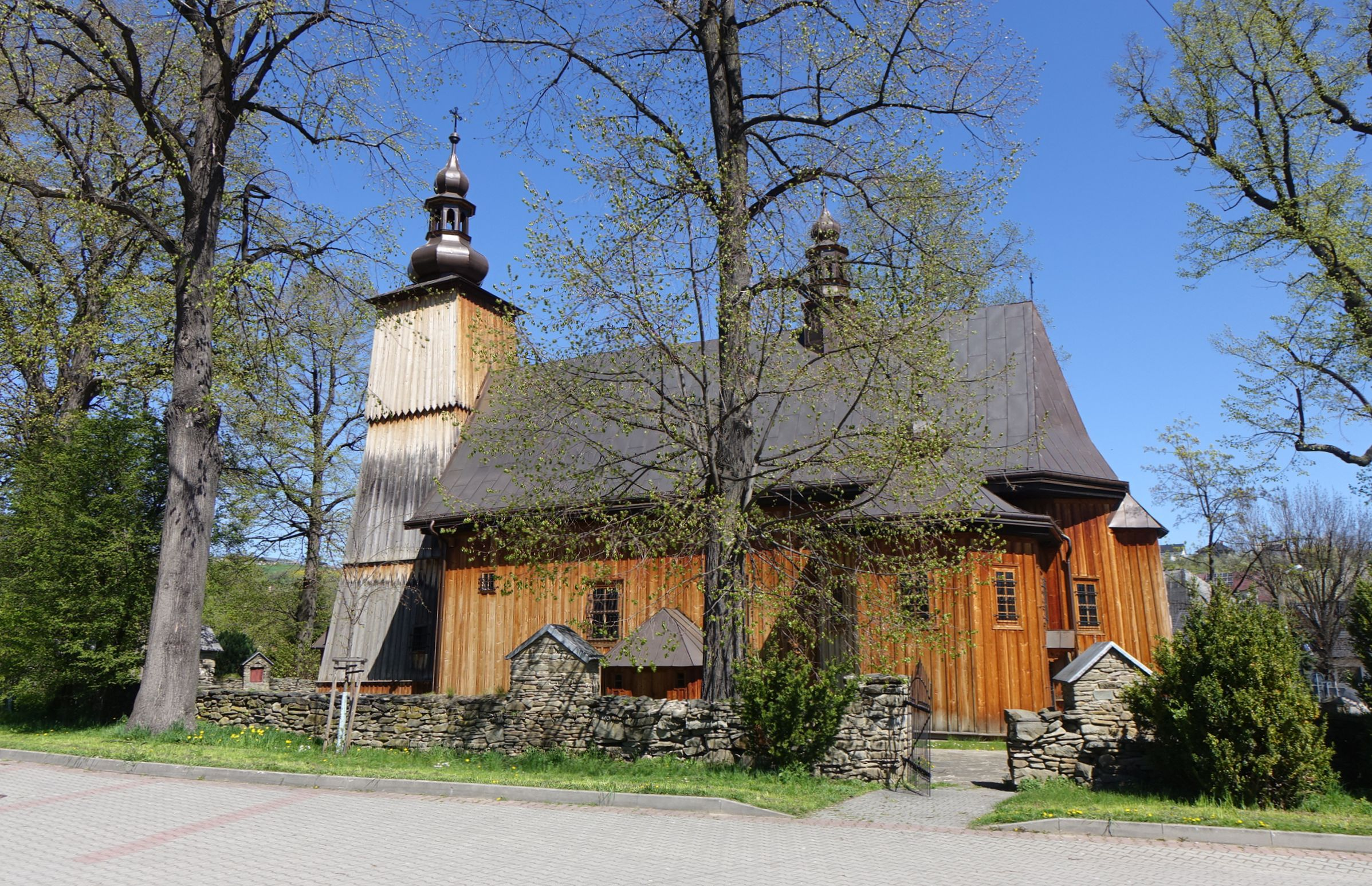
Kościół pw. św. Andrzeja

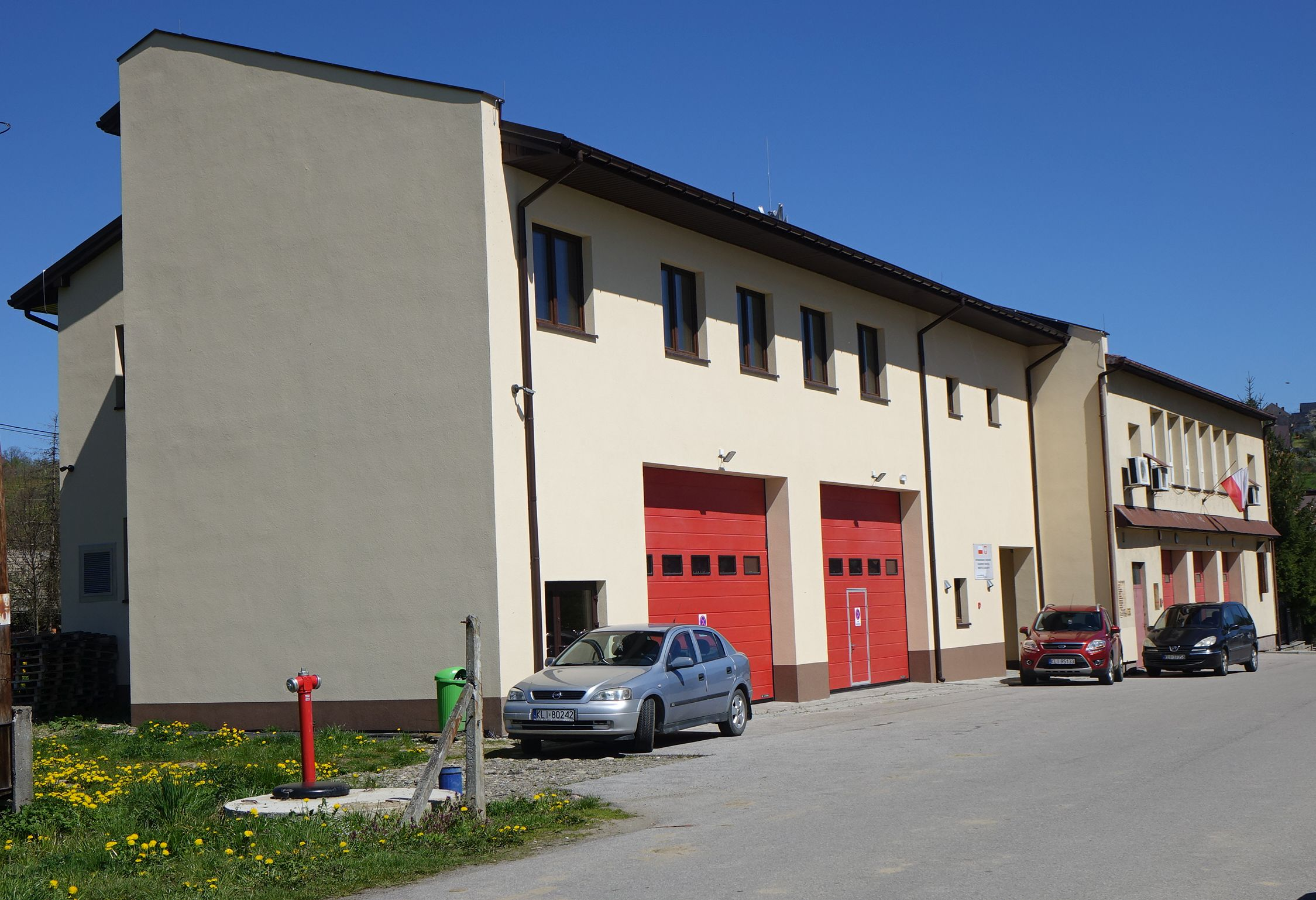
Remiza OSP

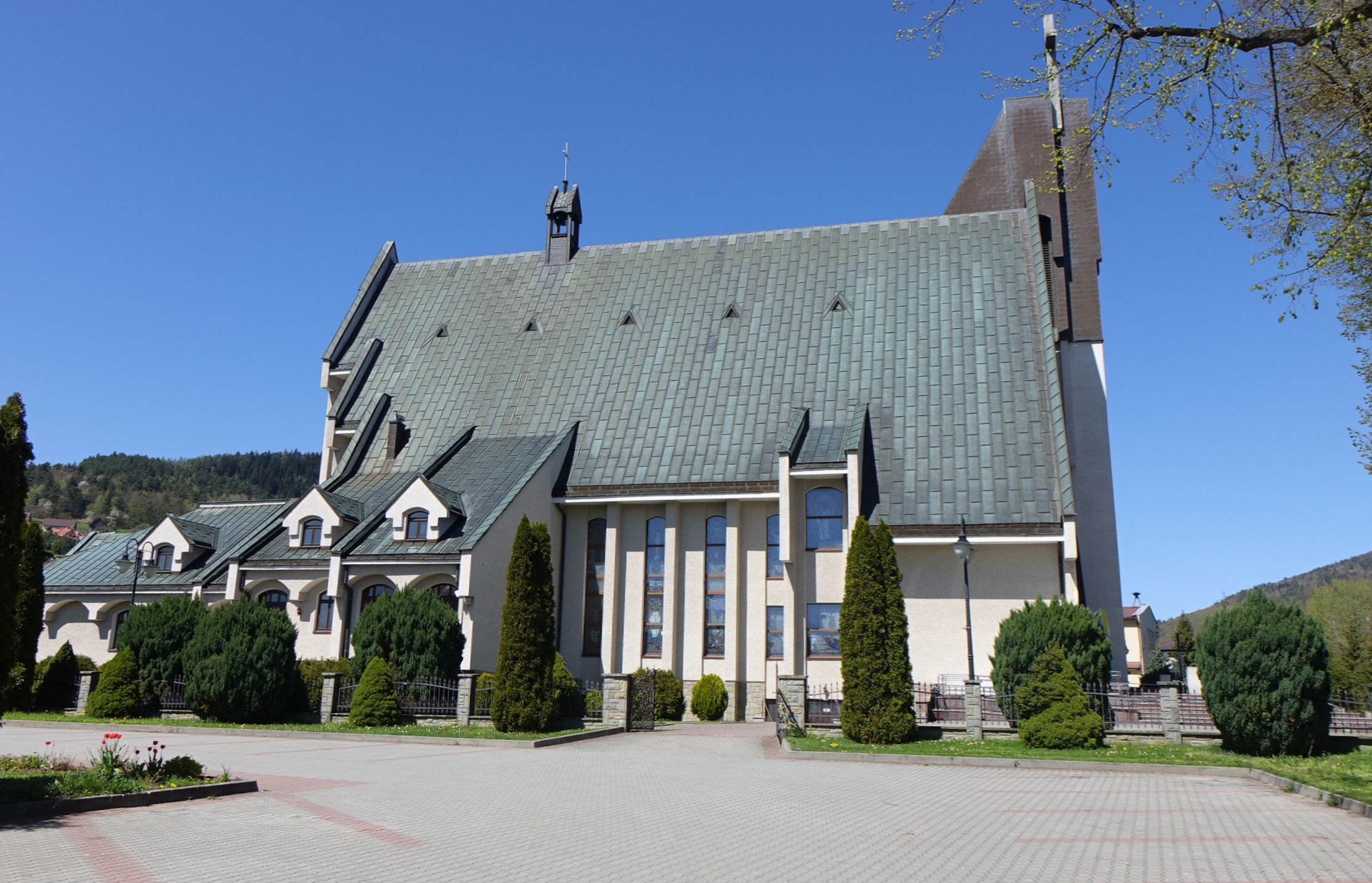
Świątynia Matki Bożej Wspomożenia Wiernych

Łukowica – wieś w Polsce położona w województwie małopolskim, w powiecie limanowskim, w gminie Łukowica.
W 2024 roku Łukowicę zamieszkiwało 2319 osób.
W latach 1954–1972 wieś należała i była siedzibą władz gromady Łukowica. W latach 1975–1998 miejscowość administracyjnie należała do województwa nowosądeckiego. Miejscowość jest siedzibą gminy Łukowica.

## Części wsi
| SIMC    | Nazwa         | Rodzaj    |
| ------- | ------------- | --------- |
| 0448960 | Lasek         | część wsi |
| 0448976 | Pępówka       | część wsi |
| 0448982 | Pod Skiełkiem | część wsi |
| 0448999 | Rynek         | część wsi |
| 0449007 | Skiełek       | część wsi |
| 0449013 | Wielkówka     | część wsi |
| 0449020 | Wolica        | część wsi |
| 0449036 | Zawada        | część wsi |

## Położenie geograficzne
Łukowica znajduje się w południowo-wschodniej części Beskidu Wyspowego, pomiędzy kulminacjami: Skiełka (749 m), Cisówki (564 m), Pępówki (774 m) i Bąkowca (599 m). Osadnictwo rozwinęło się na łagodnych stokach i wierzchowinach, ale przede wszystkim w dolinie potoku Łukowica przepływającego przez środek miejscowości. Wzdłuż tego potoku prowadzi droga z Limanowej przez Łukowicę do Świdnika.
Miastem położonym najbliżej wsi Łukowica jest Stary Sącz, do którego odległość w linii prostej wynosi 11,2 km. Odległość do Limanowej to 12,1 km, a do Nowego Sącza 16,2 km.

## Zabytki
Obiekt wpisany do rejestru zabytków nieruchomych województwa małopolskiego.
- Kościół pw. św. Andrzeja.
Kościół wzmiankowany w latach 1325–1327. Obecny kościółek gruntownie przebudowany został w latach 1693–1697 w stylu barokowym. Budowla ma charakter zrębowy i wieżę o konstrukcji słupowej. Dzwon na wieży pochodzi z 1752 roku. Kościół znajduje się na szlaku architektury drewnianej, pełnił kiedyś funkcję sanktuarium maryjnego.
- Park dworski.
Park wraz z założeniem dawnych stajni i budynków gospodarskich. Drewniany dwór modrzewiowy, którego ostatnim właścicielem był Michał hrabia Rostworowski spalony został pod koniec II wojny światowej.

### Inne zabytki
- Ogrodzenie kościoła z kapliczkami Drogi Krzyżowej oraz cmentarz przykościelny wraz z kaplicą cmentarną pw. Krzyża Świętego.
  - Murowana kaplica Krzyża Świętego na cmentarzu; przebudowana w stylu neogotyckim, pochodzi z czasów braci polskich, niejednokrotnie ulegała częściowemu zniszczeniu i odbudowywana była w 1853 i 1953 roku.
- Pomniki przyrody – zwłaszcza stare wiekowe drzewa – oraz kapliczki przydrożne. Jedną z takich kapliczek jest pochodząca z 1873 roku kapliczka znajdująca się w przysiółku Zawada.

Łukowica jako osada należy do prehistorycznych. W miejscowości działała m.in. drukarnia braci polskich.

## Postacie historyczne związane z Łukowicą
- Ludwik Kubala (1838–1918) – historyk, pisarz i publicysta. Wczesną młodość i dzieciństwo przyszły historyk spędził w zakupionej przez jego rodziców w 1838 Łukowicy Łapczyńskiej. Studiował prawo i historię na UJ oraz na Uniwersytecie Wiedeńskim (doktorat 1868). W latach 1880–1881 opublikował dwa tomy szkiców historycznych, które przyniosły mu sławę i popularność. Pod ich wpływem Henryk Sienkiewicz odstąpił od pisania powieści o Władysławie Warneńczyku i stworzył Trylogię.
- Michał Sędziwój herbu Ostoja łac. Sendivogius Polonus (1566–1636) – alchemik i lekarz XVII-wiecznej Europy. Współcześni znali go pod przydomkiem Sendivogius Polonus i Cosmopolita. W 1604 wydał traktat alchemiczny De lapide philosophorum (O kamieniu filozoficznym). Księga ostatecznie rozsławiła imię Sendivogiusa Polonusa. Uczonych pobudziły też jego badania nad termicznym rozkładem saletry, czyli azotanu potasu.
- Marian Karol Leja (1928–2002) – rzeźbiarz i twórca ludowy pochodzący z Łukowicy. Jego prace znalazły szerokie uznanie. Wiele z nich prezentowanych było na szeregu wystaw zarówno w kraju, jak i za granicą.
- Leon Żuławski (1816–1869) – pisarz i lekarz urodzony w Łukowicy. Później związany do końca życia z Limanową i Krynicą. Główne jego dzieło, poemat Oblężenie Limanowy, czyli rzeź galicyjska 1846 wierszem dzień po dniu i godzinę po godzinie przedstawia przebieg wydarzeń w samej Limanowej i okolicach podczas rzezi galicyjskiej w ciągu ostatnich sześciu dni lutego 1846. Była to walka o życie i mienie pozbawiona akcentów politycznych.
- ks. prof. Szczepan Witold Ślaga (1934–1995) pochodził z Łukowicy. Wstąpił do Wyższego Seminarium Duchownego w Łodzi. Później związał się z Wydziałem Filozofii Chrześcijańskiej Akademii Teologii Katolickiej w Warszawie (obecnie Uniwersytet Kardynała Stefana Wyszyńskiego) i Wyższym Seminarium Duchownym w Łodzi. Prowadził wykłady także w innych seminariach duchownych i ośrodkach akademickich. Opublikował blisko 200 tekstów naukowych.
- Zofia Sikoń (1904–1971), oraz jej dzieci Anna Pasek i Stanisław Miczyński otrzymali tytuł Sprawiedliwych wśród narodów świata. W czasie II wojny światowej mieszkając w Łukowicy ratowali tamtejszych Żydów[9].

## Urodzeni w Łukowicy
- Jan Rudnicki (1887–1936), polski malarz
- Jan Król (1960), polski duchowny katolicki, redemptorysta, prezenter Radia Maryja i TV Trwam